# American Horse II

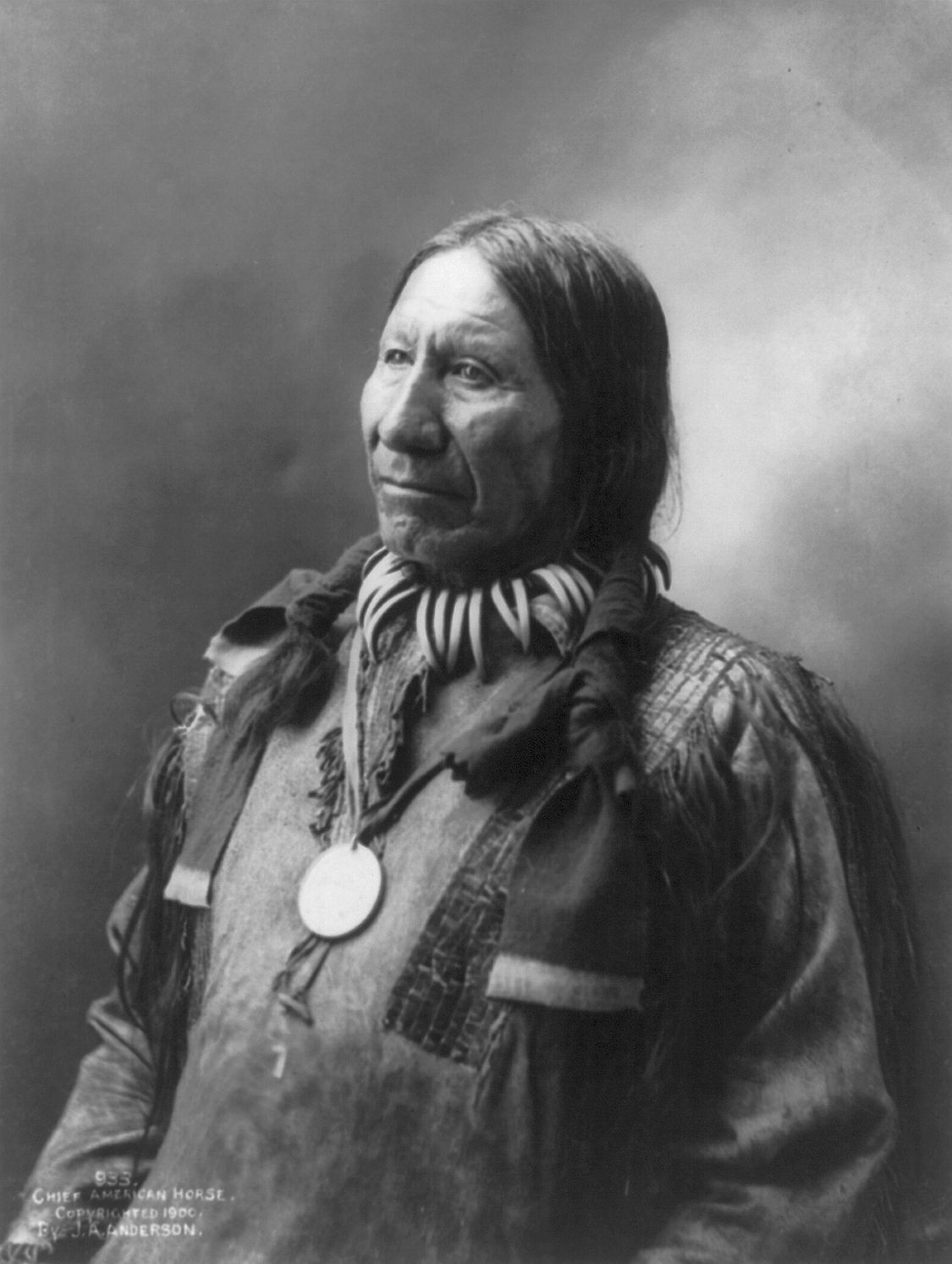
American Horse um 1900

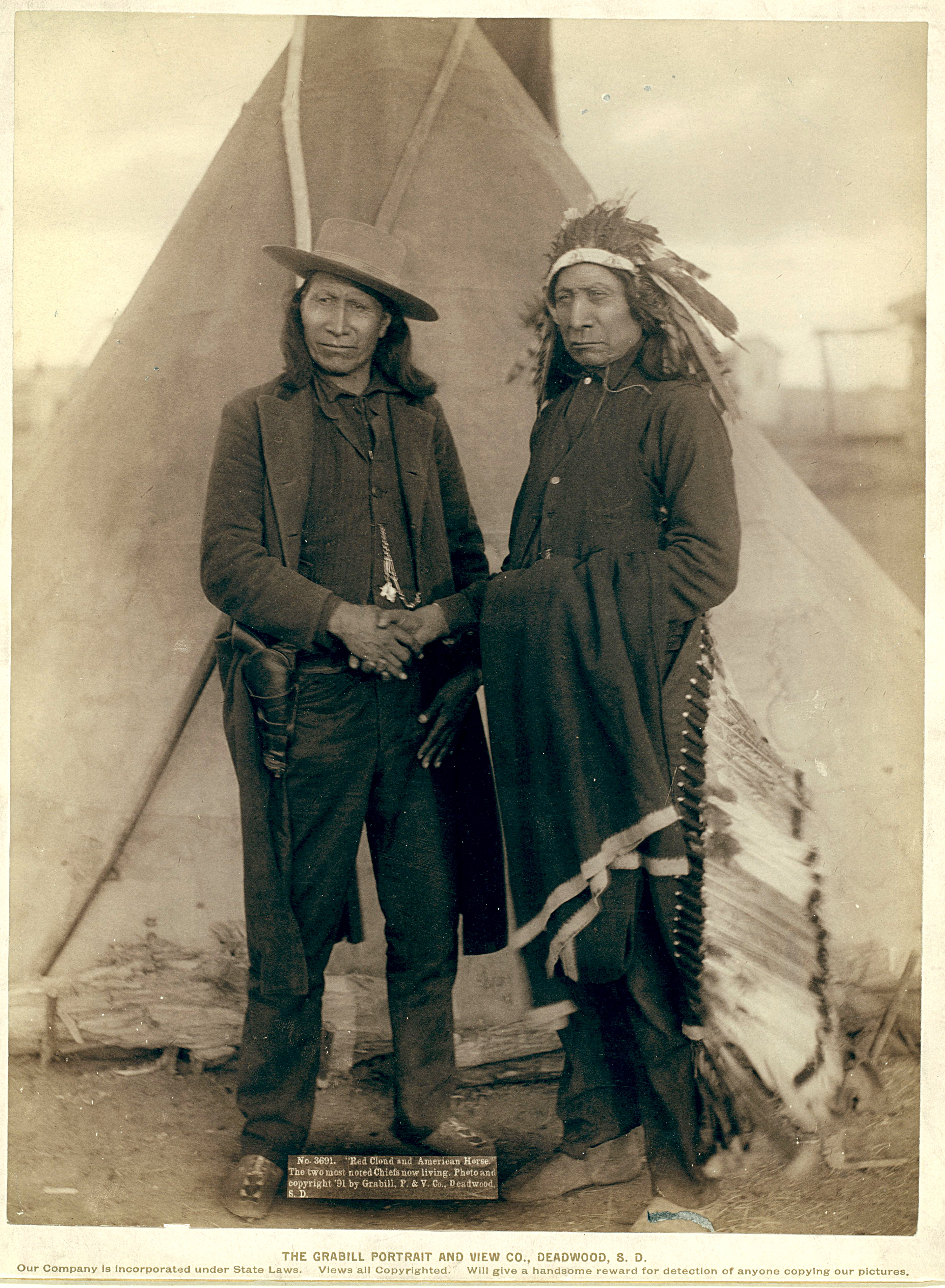
American Horse (links) mit Red Cloud um 1891

American Horse II (Wasechun Tashunka, "Wašíčuŋ Tȟašúŋke" in der Standard-Lakota-Orthographie: "He-Has-A-White-Man's-Horse"; * 1840 in den Black Hills; † 16. Dezember 1908 im Pine-Ridge-Reservat, South Dakota) war Häuptling der Oglala-Lakota.
American Horse zeichnete sich als junger Mann in Kämpfen gegen die Absarokee und Shoshone aus. Als American Horse I 1876 im Kampf fiel, gingen die Überlebenden in das Reservat und American Horse wurde der anerkannte Führer seiner Gruppe. Zeitweise begleitete er (wie auch Sitting Bull) die Buffalo Bills Wild West Show, machte sich nach seiner Rückkehr in das Reservat jedoch unbeliebt, als er sich ab 1887 für die Auflösung des Reservats in mehrere Teilbereiche einsetzte. Sitting Bull war damals ein absoluter Gegner der Auflösung, da diese mit erheblichen Landverlusten verbunden war. 1890 war American Horse ein Gegner des Geistertanzes.
1891 reiste er nach Washington, um die Lebensbedingungen der Lakota zu verbessern – er hatte jedoch nicht viel Erfolg. Auch weitere Reisen nach Washington verliefen ähnlich ergebnislos.
American Horse starb im Pine-Ridge-Reservat.